# 239 (число)
239 (две́сти три́дцать де́вять) — натуральное число между 238 и 240.
- 239 день в году — 27 августа (в високосный год — 26 августа)[значимость факта?].

## Математика
- 239 — пятьдесят второе простое число[1], образующее пару с 241[2].
- 239 — семнадцатое число Софи Жермен (239 × 2 + 1 = 479 — простое число)[3].
- Одно из двух чисел (второе — 23), не представимых в виде суммы менее чем 9 кубов натуральных чисел[4][5][6]:

{\displaystyle 239=2\cdot 4^{3}+4\cdot 3^{3}+3\cdot 1^{3}}
239 также не представимо в виде суммы менее 19 четвёртых степеней.
- Число 239 участвует в тождестве

{\displaystyle {\frac {\pi }{4}}=4\,\mathrm {arctg} {\frac {1}{5}}-\mathrm {arctg} {\frac {1}{239}},}
на котором основана формула Мэчина для нахождения приближенного значения числа {\displaystyle \pi }. В течение долгого времени эта формула позволяла получать наиболее точные приближения {\displaystyle \pi }.
- Является одним из простых множителей репьюнита {\displaystyle R_{7}}, состоящего из семи единиц[7][8]:

{\displaystyle 239\cdot 4649=1111111.}
- Одиозное число
- Недостаточное число
- Простое число Ньюмена — Шэнкса — Уильямса

## Другие области
- В Юникоде 00EF16 — код для символа «ï» (Latin Small Letter I With Diaeresis).
- NGC 239 — галактика в созвездии Кит.
- 239 Адрастея — астероид, открытый Иоганном Палисой 18 августа 1884 года.
- Плутоний-239 — изотоп плутония.